# دانیل بکه
دانیل بکه (ایتالیایی: Daniel Becke؛ زادهٔ ۱۲ مارس ۱۹۷۸) دوچرخه‌سوار اهل آلمان است.
وی در مسابقات کشوری و بین‌المللی در مجموع برندهٔ ۱ مدال طلا شده‌است.